# Paloma Faith
Paloma Faith, vlastním jménem Paloma Faith Blomfield (* 21. července 1981, Hackney, Londýn, Anglie), je anglická zpěvačka, textařka a herečka. Na hudební scéně působí od roku 2007 a od té doby nazpívala několik singlů, které se dobře umístily nejen na UK Singles Chart: "New York", "Can't Rely on You", "Only Love Can Hurt Like This", "Changing", společně se Sigmou, a "Lullaby", společně se Sigalou. Své první studiové album, nazvané Do You Want the Truth or Something Beautiful?, vydala v roce 2009. Je také známa svým retro a excentrickým stylem oblékáním. V roce 2015 získala cenu BRIT Awards v kategorii British Female Solo Artist (nejlepší ženský výkon).

## Život
Paloma Faith Blomfield se narodila 21. července 1981 v městské části Londýna v Hackneyi, ačkoli její rodiče byli oba z Norfolku. Palomin otec je Španěl a matka Angličanka. Její rodiče se od sebe odstěhovali, když měla dva roky a o dva roky později se rozvedli. Vyrůstala ve Stoke Newington s matkou, která ji vedla k tanci a navštěvovala týdenní baletní školu v Dalstonu. Po dokončení City a Islington College šla studovat moderní scénický tanec na Northern School of Contemporary Dance v Leedsu. Poté studovala na Central Saint Martins College of Art and Design divadelní režii a při studii si brigádně vydělávala jako prodavačka spodního prádla a zpěvačka v burleském kabaretu, barmanka, modelka v umění a asistentka kouzelníka.
Když pracovala v hospodě, manažerka Dr. Vishaal Goel ji požádala, aby vystupovala se svou skupinou, kterou později nazvali Paloma and Penetrators. Během jednoho z těchto vystoupení se skupinou, ji spatřil agent nahrávacího studia Epic Records a pozval ji na konkurz k manažerovi. Dostala příležitost se připojit ke kapele Amy Winehouse, ale odmítla a začala psát a hrát své vlastní písně. Jejím prvním uznávaným dílem byla píseň "It's Christmas (and I Hate You)", kterou natočila v roce 2008 jako duet se zpěvákem a skladatelem Joshem Wellerem.

### Pěvecká kariéra
V polovině roku 2009 vydala svůj debutový singl "Stone Cold Sober", který dosáhl 17. pořadí na UK Singles Chart. Její druhý singl " New York " byl spuštěn v září 2009 a dosáhl vrcholné pozice na 15. příčce na UK Singles Chart začátkem října. Dne 28. září 2009 vydala své debutové album „Do You Want the Truth or Something Beautiful?“. Album debutovalo na 14. místě v UK Albums Chart a později se dostálo na čísle 9. a zůstalo v grafu šestnáct týdnů a stalo se BBC Radio 2 "Album týdne" od 19. září 2009. Dne 4. listopadu 2009 oznámila svoje první hlavní turné po Velké Británii a Irsku, které se konalo od 17. března 2010.
Během rozhovoru s Mayer Nissim z Digital Spy v březnu 2010 odhalila, že pracuje na druhém albu. Dne 29. února 2012 odhalila, že její druhé album se bude jmenovat „Fall to Grace“ a že bude vydáno nahrávacím studiem RCA Records 28. května 2012. Album se dostalo na 2. příčku UK Albums Chart a její první píseň z alba byla "Picking Up the Pieces", která byla vydáno dne 20. května a dosáhla na 7. příčku na UK Singles Chart, což bylo její zatím nejlepší umístění.
V květnu 2012 podepsala smlouvu s nahrávacím studiem Epic Records.
V lednu 2013 odhalila, že začala pracovat na svém třetím studiovém albu během svého času v USA, která měla v úmyslu pracovat na něm v New Yorku. Byl vydán 10. března 2014 a stal se nejrychleji nejprodávanějším albem a dostal se na druhém místě v UK Albums Chart a Platinovou desku. Píseň "Can't Rely on You", kterou produkoval Pharrell Williams, byla druhá v UK Singles Chart. Druhý singl z alba "Only Love Can Hurt Like This" bylo na 6. místě ve Velké Británii, číslo jedna v Austrálii a číslo tří na Novém Zélandu.
V červenci vydalo se Sigmou píseň "Changing", kterou nazpívala. Stala se číslem jedna ve Velké Británii.
Na příspěvku na Facebooku ze dne 10. června 2016 uvedla, že v novém albu bude mít celý orchestr složený z Davida Arnolda.
Dne 22. srpna 2016 se zjistilo, že očekávala své první dítě spolu s partnerem Leymanem Lahcinem. Dne 5. prosince 2016 se narodila císařským řezem.
Čtvrtý album vydaný v roce 2017 se nazývá „The Architect“. První singl z alba "Crybaby" bylo vydáno 31. srpna 2017. „The Architect“ debutoval na prvním místě na UK Albums Chart.
Dne 23. února 2018 vydala společně se Sigalou píseň " Lullaby", která se dostala na 6. místo ve Velké Británii.

### Televizní a herecká kariéra
V roce 2007 se Faith objevila v epizodě policejního dramatu BBC „HolbyBlue“ zobrazujícího zloděje. Ve stejném roce byla také obsazena jako Andrea ve filmu Holky z naší školky.. Také se objevila v hororovém filmu Dread jako Clara Thornhill. Později hrála na Channel 4 v sérii Coming Up a v krátkém filmu Hezké. V roce 2013 se objevila jako kabaretní performerka Georgie v televizní adaptaci Blandings Castle od Pelhama Grenville Wodehouse (epizoda "The Crime Wave at Blandings") na BBC. V roce 2016 byla porotce v soutěži The Voice UK. V roce 2016 se Paloma Faith objevila v Sorrentinově filmu "Mládí", kde hrála zpěvačku jménem Paloma Faith. Ve filmu také zazněla její píseň Can't Rely on You.